# Heinrich Greinacher

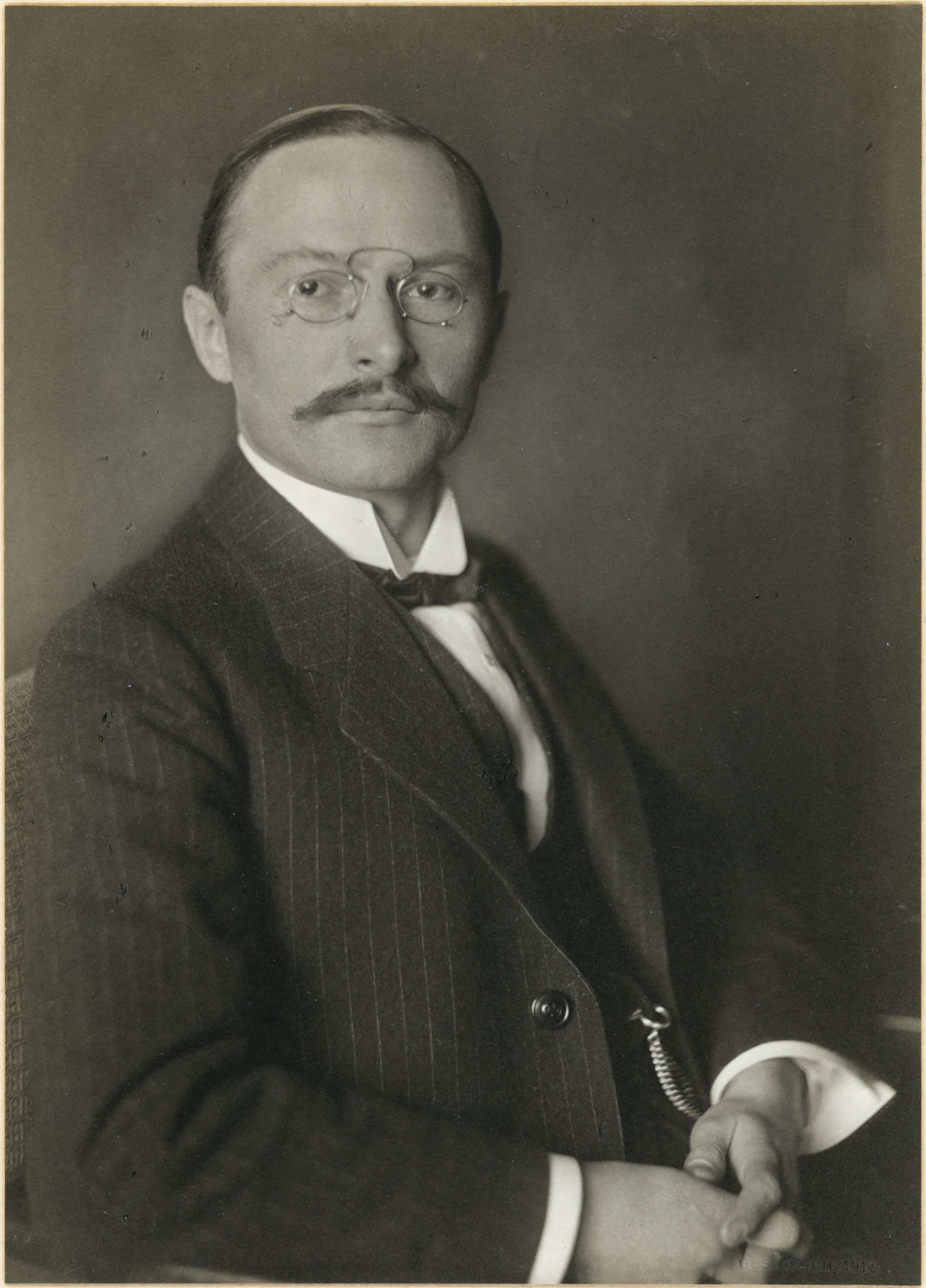
Heinrich Greinacher, 1914

Heinrich Greinacher (* 31. Mai 1880 in St. Gallen; † 17. April 1974 in Bern) war ein Schweizer Physiker. Er gilt als origineller Experimentator und ist der Entwickler des Magnetrons und der Greinacher-Schaltung.
Greinacher war das einzige Kind des Schuhmachermeisters Heinrich Greinacher und seiner Ehefrau Pauline geborene Münzenmayer. Er besuchte das Gymnasium in St. Gallen und studierte Physik in Zürich, Genf und Berlin. Am Konservatorium Genf liess Greinacher sich auch zum Pianisten ausbilden. Ursprünglich deutscher Staatsbürger, wurde er 1894 in St. Gallen eingebürgert.  In Berlin besuchte Greinacher Vorlesungen bei Max Planck und promovierte 1904 bei Emil Warburg. Seine Habilitation folgte 1907 an der Universität Zürich. 
Greinacher wurde 1916 Titularprofessor in Zürich. Von 1924 bis 1952 war er ordentlicher Professor für Experimentalphysik an der Universität Bern und Direktor des Physikalischen Instituts (vormals Physikalisches Cabinett). 
1912 entwickelte Greinacher das Magnetron und lieferte eine grundlegende mathematische Beschreibung dieser Röhre. 1914 erfand er die heute noch verwendete, nach ihm benannte Greinacher-Schaltung, eine Gleichrichterschaltung zur Spannungsverdopplung. 1920 erkannte er die Spannungsvervielfachung im Kaskadengenerator und entwickelte darauf basierend Nachweismethoden für geladene Teilchen (Proportionalzählrohr, Funkenzähler). In den 1930er Jahren wurde die Greinacher-Schaltung zur Erforschung von Atomkernen verwendet; britische Forscher entdeckten so die künstliche Radioaktivität.
Greinacher war zweimal verheiratet: ab 1910 mit der Deutschen Marie Mahlmann, mit der er zwei Kinder hatte, ab 1933 mit Frieda Urben aus Inkwil.

## Stiftung
Die Heinrich-Greinacher-Stiftung in Bern wurde 1988 aus dem Nachlass des Ehepaars Frieda und Heinrich Greinacher gegründet. Zinserträge des Stiftungskapitals werden für den Heinrich-Greinacher-Preis und zur Förderung von Nachwuchsforschern verwendet.

## Werke (Auswahl)
- Über die Ursache des Volta-Effekts. Berlin: Gustav Schade 1904. (Diss. Phil. Berlin).
- Die Elektronenstrahlungen. Jena: Fischer 1908.
- Die Verwertung der freien Elektronen (Elektronentechnik). Bern; Leipzig: Haupt 1927.
- Physik in Streifzügen. Berlin: Springer 1939. (Verständliche Wissenschaft; 40).
- Uratome der Materie: Elementarteilchen und Lichtquanten. Bern: Francke 1946.